# Антонис ван Дайк
Антонис ван Дайк (на нидерландски: Anthonis van Dyck) е фламандски художник, по-късно водещ придворен художник в Англия. Той е известен със своите портрети на членове от кралското семейство. Творчеството му повлиява силно английската портретна живопис.

## Живот и творчество
Ван Дайк е роден в Антверпен. През 1615 г. става независим художник, което не се среща често по това време. В младите си години е главен асистент на Рубенс. През 1620 г. пристига в Англия, но не успява да бъде представен на крал Джеймс I. След 4 месеца се връща във Фландрия. След това заминава за Италия, където остава 6 години, изучавайки италианските майстори и поставяйки началото на кариерата си като успешен портретист. През 1627 г. той се връща в Антверпен, където за няколко години рисува множество шедьоври.
Неговата слава достига до ушите на крал Чарлс I, който го кани в Англия. През 1632 г. художникът пристига отново в Лондон. Успехът му там е бърз.
Той рисува портрети на краля, на кралица Хенриета, на децата на краля, на Томас Уентуърт – граф на Страфорд и много други придворни персонажи, в допълнение портрети на себе си и любовницата си Маргарет Лемон. През юли 1632 г. той получава рицарско звание, а през 1633 г. званието „кралски художник“. Получава също значителна пенсия и се оженва за дъщерята на лорд Рутвен. През 1634 г. прави кратко пътуване до Антверпен, а през 1641 г. до Франция.
В късния период на живота си той извършва само кратки довършителни работи по портрети, нарисувани от учениците му, но планирани по негов дизайн..
Ван Дайк умира през 1641 г. в Лондон и е погребан в катедралата „Св. Павел“.
Той оказва голямо влияние на английската портретна живопис, затова някои последователи го наричат основател на английската живописна школа. В Англия е известен характерният костюм „Ван Дайк“. На негово име има също наречен пигмент за маслени бои – кафяво „Ван Дайк“.

## По-известни произведения
- Портрет на Я. Вермьолен, 1616, Държавен музей, Вадуц
- „Разпятие на св. Петър“, около 1615 – 1617, Кралски музеи на изящните изкуства на Белгия
- „Юпитер и Антиопа“, около 1617 – 1618, Музей за изящни изкуства (Гент)
- „Йоан Кръстител и Йоан Евангелист“, 1618, Картинна галерия, Берлин-Далем
- „Автопортрет“ – 1622 г.
- „Мадона дел Розарио“, начата в 1624, Оратория дел Розарио, Палермо
- „Почивка по пътя за Египет“, края на 1620-х г., Ермитаж, Санкт Петербург
- „Портрет на Мария Луиза де Тасис“, Галерия Лихтенщайн, Виена
- „Портрет живописеца П. Снайерс“, Старата пинакотека, Мюнхен
- „Децата на Чарлз I“, 1637, Уиндзорски замък
- „Чарлз I на лов“, около 1635, Лувър
- „Гуидо Бентивольо“ – ок. 1635 г.
- „Маркиза Бриньоле-Сале“ – ок. 1635 г. и др.
- „Портрет на Ф. Уортън“, Национална галерия за изкуство, Вашингтон
- „Портрет на Дж. Стюарт“, Музей на изкуството „Метрополитън“ Ню Йорк, САЩ.

## Фотогалерия
- „Чарлз I на лов“, около 1635, Лувър
- „Снемане от кръста“, Национална картинна галерия на Армения
- „Юпитер и Антиопа“